# طبقة وسطى

الطبقة المتوسطة فئة المجتمع تقع في وسط الهرم الاجتماعي. وبحسب اصطلاح عالم الاجتماع الألماني ماكس فيبر فإن الطبقة المتوسطة هي الطبقة التي تأتي اقتصادياً واجتماعياً بين الطبقة العاملة والطبقة الغنية. تختلف مقاييس تحديد الطبقة المتوسطة باختلاف الثقافات. عادة ما يعتبر اتساع حجم الطبقة الوسطى ورخاؤها في المجتمع أمرا ايجابيا في بنية المجتمعات.
بتقدير البنك الدولي، في مصر والأردن وسوريا وتونس واليمن، كان 36% تقريبا من السكان ينتمون للطبقة المتوسطة في منتصف العقد الأول من الألفية، فيما تضخمت فئة الطبقة المتوسطة إلى 42% من السكان بنهاية العقد.